# Trekleano, Kiustendil
Trekleano (în bulgară Трекляно) este un sat în comuna Trekleano, regiunea Kiustendil,  Bulgaria. 

## Demografie
Componența etnică a satului Trekleano
     Bulgari (95,95%)
     Romi (3,67%)
     Nicio identificare (0,36%)
     Altele (0%)
La recensământul din 2011, populația satului Trekleano era de 272 locuitori. Din punct de vedere etnic, majoritatea locuitorilor (95,95%) erau bulgari, cu o minoritate de romi (3,67%). Pentru 0,36% din locuitori nu este cunoscută apartenența etnică.